# Jan Batory

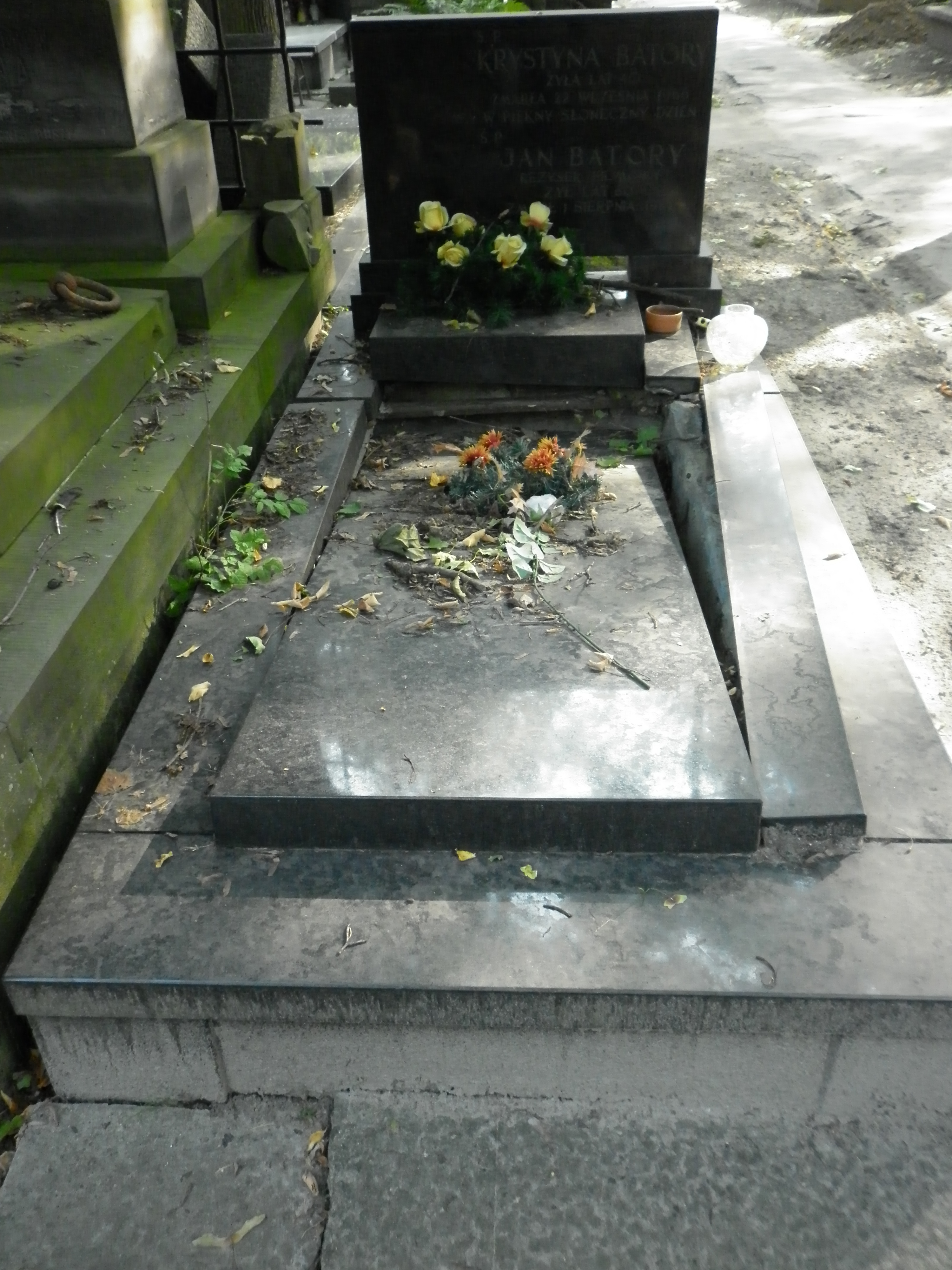
Tomba de Jan Batory

Jan Batory (Kalisz, 23 d'agost de 1921 - Varsòvia, 1 d'agost de 1981) és un guionista i director de cinema polonès.

## Biografia
El 1951 va ingressar a l'Escola Nacional de Cinema, Televisió i Teatre de Łódź (PWSF), on es va graduar el 1956. Des del 1953 va col·laborar amb Wanda Jakubowska a Żołnierz zwycięstwa i el 1955 amb Henryk Hechtkopf a Podhale w ogniu. El 1961 va dirigir el seu primer llargmetratge Odwiedziny prezydenta (Les visites del president), que va rebre la Conquilla de plata al Festival Internacional de Cinema de Sant Sebastià 1961. El 1962 va dirigir O dwóch takich, co ukradli księżyc (Història de dos infants que robaren la lluna), basada en el conte de Kornel Makuszyński i que el va fer molt popular a Polònia i que li va fer guanyar el Gran Premi de 1964 al Festival Internacional de Cinema de Gijón i el premi al Festival de Cinema de Teheran de 1966. La pel·lícula infantil tracta sobre els bessons enginyosos Jacek i Placek (interpretats pels germans bessons Lech i Jarosław Kaczyński de 12 anys) que volen capturar i vendre la lluna amb una xarxa de pesca. Més de 40 anys després, la pel·lícula va obtenir una nova popularitat a mesura que els bessons Kaczyński arribaren a president i primer ministre de la República de Polònia.
Després va fer altres pel·lícules per a nenes, com Karino amb Claudia Rieschel en el paper principal del jove veterinari, primer el 1974 com a sèrie de televisió de 13 parts, i el 1976 com a versió cinematogràfica. També va fer altres pel·lícules fins a la seva mort el 1981.

## Filmografia
- Director:
  - Podhale w ogniu (1955)
  - Odwiedziny prezydenta (1961)
  - O dwóch takich, co ukradli księżyc (1962)
  - Ostatni kurs (1963)
  - Spotkanie ze szpiegiem (1964)
  - Lekarstwo na miłość (1966)
  - Dancing w kwaterze Hitlera (1968)
  - Ostatni świadek (1969)
  - Jezioro osobliwości (1972)
  - Con amore (1976)
  - Karino (1976)
  - Skradziona kolekcja (1979)
  - Zapach psiej sierści (1981)
- Guionista:
  - Podhale w ogniu (1955)
  - O dwóch takich, co ukradli księżyc (1962)
  - Lekarstwo na miłość (1966)
  - Dancing w kwaterze Hitlera (1968)
  - Jezioro osobliwości (1972)
  - Karino (èrie, 1974)
  - Karino (1976)
  - Skradziona kolekcja (1979)
  - Zapach psiej sierści (1981)